# Chador

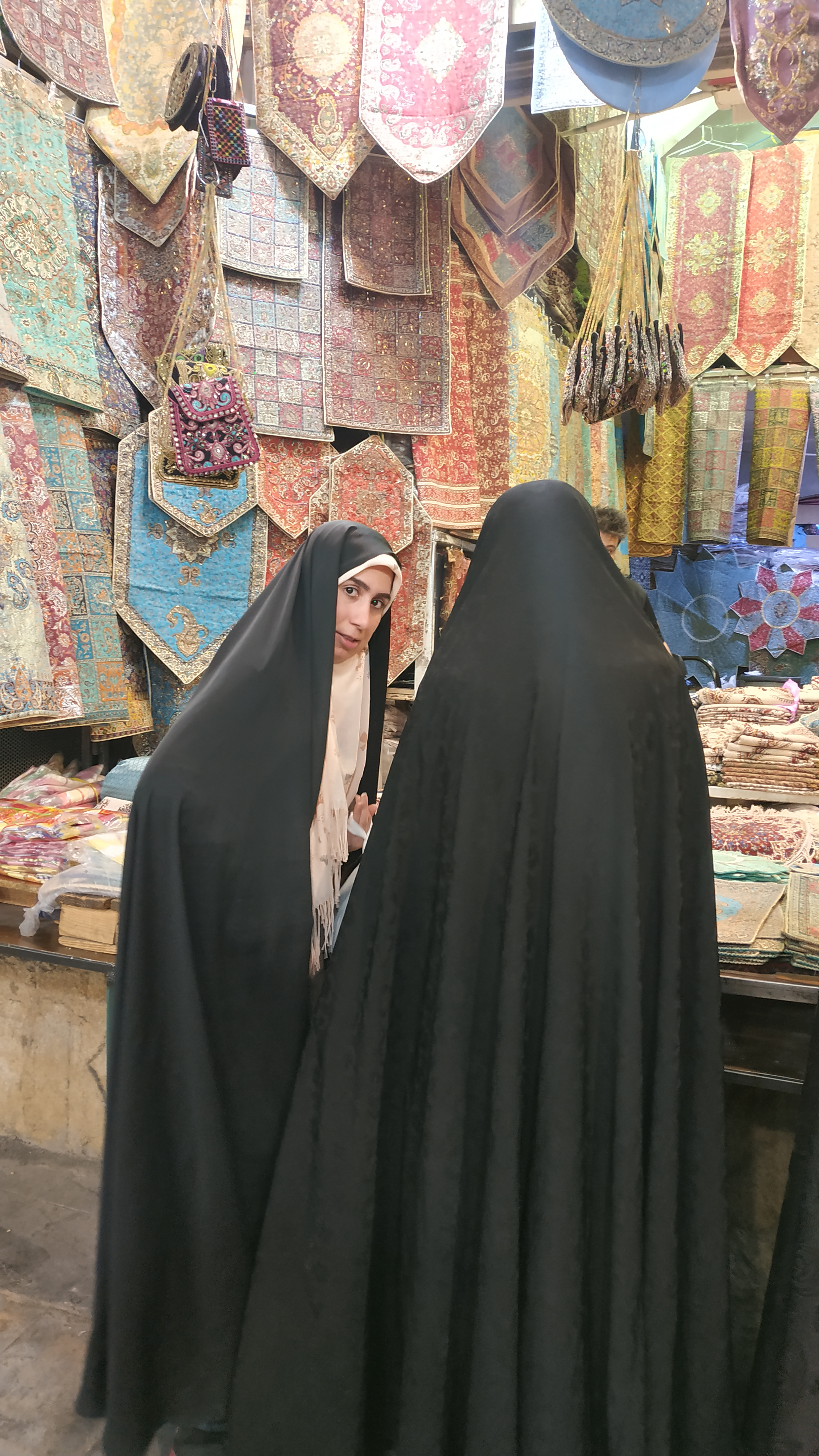
Chador är det svarta hellånga plagget som kvinnorna på bilden bär. Lägg också märke till långbyxorna, vilket är den normala benbeklädnaden.

Chador (persiska چادر, betyder tält) är ett ytterplagg som bärs av vissa muslimska kvinnor, särskilt i Iran, Irak, Libanon och (bland hazarer i) Afghanistan, när de vistas på allmän plats. Chador är ett sätt att uppfylla beklädnadsregler som gäller inom vissa muslimska grupper.
En chador är ett vanligtvis svart halvcirkelformat tyg som bärs så att det täcker hela kroppen utom ansikte, händer och fötter. Den har inga öppningar som bäraren kan sticka ut händerna genom. Bäraren håller ihop den framtill med händerna. När händerna behövs för annat, kan chadorn tillfälligtvis hållas samman med tänderna. Sommartid brukas av praktiska skäl chador av ljusare, småmönstrat tyg, då svart skulle bli olidligt varmt.